# Tripogon trifidus
Tripogon trifidus är en gräsart som beskrevs av William Munro och Joseph Dalton Hooker. Tripogon trifidus ingår i släktet Tripogon och familjen gräs. Inga underarter finns listade i Catalogue of Life.